# Comuna Ljutomer
Ljutomer (Občina Ljutomer) este o comună din Slovenia, cu o populație de 11.720 de locuitori (2002).

## Localități
Babinci, Bodislavci, Branoslavci, Bučkovci, Cezanjevci, Cuber, Cven, Desnjak, Drakovci, Globoka, Godemarci, Gresovščak, Grlava, Ilovci, Jeruzalem, Krapje, Krištanci, Kuršinci, Ljutomer, Mala Nedelja, Mekotnjak, Moravci v Slovenskih goricah, Mota, Noršinci pri Ljutomeru, Nunska Graba, Plešivica, Podgradje, Precetinci, Presika, Pristava, Radomerje, Radomerščak, Radoslavci, Rinčetova Graba, Sitarovci, Slamnjak, Spodnji Kamenščak, Stara Cesta, Stročja vas, Šalinci, Vidanovci, Vogričevci, Zgornji Kamenščak, Železne Dveri